# Virserums marknad
Virserums marknad är en årligt återkommande marknad i Virserum i Hultsfreds kommun. Den hålls första lördagen i augusti med en förmarknad på kvällen innan. 
Marknaden i Virserum är dokumenterad sedan 1500-talet och bestod under 1960- och 70-talet av uppemot 600 knallar.
Marknaden har tidigare arrangerats av kommunen, men arrangeras numera av Virserums samhällsförening.
Marknaden är en av Sveriges största marknader och har de senare åren haft mellan 100 000 till 400 000 besökare. På marknaden finns även underhållning och serveringar.
Samtidigt med marknaden anordnas Dacketräffen, en MC-träff arrangerad av Virserums MC-klubb.